# Florent Bax
Florent Bax (* 16. Juni 1999 in Réunion) ist ein französischer Tennisspieler.

## Karriere
Bax spielte nur wenige Matches auf der ITF Junior Tour, bei denen er einen Einzeltitel gewann und in der Junioren-Rangliste Rang 359 erreichte.
Seine ersten Punkte für die Weltrangliste sammelte Bax 2016 bei den Profis im Einzel, 2018 folgten die ersten Zähler im Doppel. Dennoch vergingen einige Jahre, bis er 2022 mit dem Einzug ins Endspiel eines Future-Turniers den Sprung unter die Top 1000 schaffte. Im Jahr 2023 konnte Bax schließlich seine ersten Titel feiern: zwei im Einzel und einen im Doppel, was ihn in der Einzelrangliste auf Rang 579 klettern ließ.
Die Saison 2024 markierte Bax bislang erfolgreichstes Jahr. Neben zwei weiteren Doppeltiteln und einem Einzelfinaleinzug auf Future-Ebene gelangen ihm erstmals nennenswerte Ergebnisse auf der ATP Challenger Tour. Beim Turnier in Blois stand er erst zum zweiten Mal im Hauptfeld eines Challengers und erreichte prompt das Viertelfinale. Im November folgte sein größter Erfolg: Beim Turnier in Brazzaville gewann er an der Seite von Karan Singh die Doppelkonkurrenz eines vergleichsweise schwach besetzten Challenger-Turniers. Diese Leistungen ermöglichten Bax erstmals den Sprung unter die Top 500 der Weltrangliste im Einzel und Doppel.

## Erfolge
| Legende (Anzahl der Siege) |
| Grand Slam                 |
| ATP Finals                 |
| ATP Tour Masters 1000      |
| ATP Tour 500               |
| ATP Tour 250               |
| ATP Challenger Tour (1)    |

### Doppel

#### Turniersiege
| Nr. | Datum            | Turnier     | Belag | Partner     | Finalgegner                  | Ergebnis |
| --- | ---------------- | ----------- | ----- | ----------- | ---------------------------- | -------- |
| 1.  | 2. November 2024 | Brazzaville | Sand  | Karan Singh | Simone Agostini Alec Beckley | 7:5, 6:1 |